# Gråhakad seglare
Gråhakad seglare (Cypseloides cryptus) är en fågel i familjen seglare.

## Utseende
Gråhakad seglare är en medelstor och mörk selgare. Noterbart är kort och tvärt avskuren stjärt och genomgående mörkgrå dräkt. Den är vidare frostigt vitaktig på haka och tygel, men det är nästan omöjligt att urskilja i fält. Fågeln uppvisar ofta vitaktiga fjäll kring undergumön. Fläckpannad seglare är mycket lik, men uppvisar större vitare fläckar i ansikter och bakom ögat. Ungfågeldräkten är dock mycket dåligt känd och kan orsaka än större förvirring.

## Utbredning och systematik
Fågeln förekommer lokalt i bergstrakter i nordvästra Sydamerika, med spridda fynd i Centralamerika. Den behandlas som monotypisk, det vill säga att den inte delas in i några underarter.

## Levnadssätt
Gråhakad seglare kan hittas från 3000 meters höjd ner till havsnivån. Den ses ofta i blandflockar med andra seglare, som fläckpannad seglare, halsbandsseglare och kastanjeseglare. Arten påträffas endast oregelbundet och förekommer enbart fläckvist.

## Status och hot
Arten har ett stort utbredningsområde, men tros minska i antal, dock inte tillräckligt kraftigt för att den ska betraktas som hotad. Internationella naturvårdsunionen IUCN listar arten som livskraftig (LC). Beståndet uppskattas till i storleksordningen 20 000 till 50 000 vuxna individer.